# Аси (присілок)
Аси́ (рос. Асы, башк. Асы) — присілок у складі Архангельського району Башкортостану, Росія. Входить до складу Липовської сільської ради.
Населення — 32 особи (2010; 22 в 2002).
Національний склад:
- росіяни — 86 %